# 楔嘴鹩鹛
也称楔嘴穗鹛，是雀形目画眉科的一种鸟类。
2022年，为了与其新的分类地位相符，“中国鸟类名录”10.0版将楔嘴鹩鹛的中文名修改为楔嘴穗鹛。

## 特征
楔嘴鹩鹛体重约34.1克，翼长约74.5毫米，嘴峰长约26.4毫米，喙宽度约4.7毫米，喙厚度约7.6毫米，跗蹠长约27.6毫米，尾长约69毫米。楔嘴鹩鹛在其分布区内为留鸟，其栖息在密集的高大树木组成的森林中，食性为肉食性，主要食物来源是陆生无脊椎动物。

## 分布
南阿萨姆邦（布拉马普特拉河以南）至缅甸东北部的山地森林。